# 21182 Teshiogawa
21182 Teshiogawa è un asteroide della fascia principale. Scoperto nel 1994, presenta un'orbita caratterizzata da un semiasse maggiore pari a 2,2922209 au e da un'eccentricità di 0,2546953, inclinata di 25,22376° rispetto all'eclittica.
L'asteroide è dedicato al fiume Teshio in Giappone.